# Тесфайе, Месфен
Месфен Тесфайе (англ. Mesfen Tesfaye; род. 13 января 1935, Аддис-Абеба) — эфиопский шоссейный велогонщик. Участник летних Олимпийских игр 1956 года.

## Карьера
В 1956 году был включён в состав сборной Эфиопии на летних Олимпийских играх в Мельбурне.
На них выступил в групповой шоссейной гонке протяжённостью 187 км, по итогам которой занял 36 место, уступив 13 минут её победителю Эрколе Бальдини (сборная Италии).
По результатам этой гонки также определялся победитель в групповой командной гонке. По её результатам сборная Эфиопии (в которую также входили Гурему Дембоба, Негусс Менгисту и Зехай Бахта) заняла последнее 9 место, уступив занявшей первое место сборной Франции 77 очков.